# Miss Mundo Ilha dos Lobos
Miss Mundo Ilha dos Lobos não se trata de um concurso de beleza mas sim uma indicação da melhor e mais capacitada gaúcha escolhida para representar a Ilha dos Lobos no certame nacional de Miss Mundo Brasil. Em termos de participação o arquipélago é uma das treze ilhas estreantes. Sua participação na história dos concursos de beleza se deu apenas quando a gaúcha Andressa Mello competiu em 2011. No ano de 2013, a loira Sancler Frantz conquistou o título nacional representando a ilha, primeira vitória da mesma. A indicada é coordenada por Luciano Vianna e Tiago Stein.

## Vencedoras
| Ano  | Nome                 | Representou     | Idade | Altura | Colocação         | Miss Mundo | Ref.  |
| ---- | -------------------- | --------------- | ----- | ------ | ----------------- | ---------- | ----- |
| 2019 | Ana Flávia Giacomini | Passo Fundo     | 24    | 1.70   |                   |            | [ 1 ] |
| 2018 | Karine Martovicz     | Gaurama         | 23    | 1.69   | Top 21            |            | [ 2 ] |
| 2017 | Amanda Brenner       | Santa Maria     | 20    | 1.74   | Top 11            |            | [ 3 ] |
| 2016 | Gabriela Frühauf     | Taquari         | 20    | 1.74   | Top 16            |            | [ 4 ] |
| 2015 | Jéssica Lírio        | Guaíba          | 21    | 1.75   | Top 20            |            | [ 5 ] |
| 2014 | Vitória Bisognin     | Santa Maria     | 22    | 1.75   | 3º. Lugar         |            | [ 6 ] |
| 2013 | Sancler Frantz       | Arroio do Tigre | 22    | 1.75   | MISS MUNDO BRASIL | Top 06     | [ 7 ] |
| 2011 | Andressa Mello       | Torres          | 23    | 1.80   |                   |            | [ 8 ] |

### Prêmios Especiais
- Miss Popularidade: Andressa Mello (2011)

- Miss Melhor Sorriso: Sancler Frantz (2013)

#### Rainhas Regionais
- Miss Mundo Ilhas: Sancler Frantz (2013)

- Miss Mundo Sul: Amanda Brenner (2017)

#### Etapas Preliminares
- Top Model: Sancler Frantz (2013)

- Beleza Praia: Sancler Frantz (2013)

- (4º. Lugar) Beleza com Propósito: Jéssica Lírio (2015)

- (6º. Lugar) Miss Multimídia: Jéssica Lírio (2015)

- (Top 10) Beleza & Personalidade: Jéssica Lírio (2015)

- (Top 11) Miss Esportes: Sancler Frantz (2013)

- (Top 25) Miss Talento: Gabriela Frühauf (2016)